# ラウンドヘイの庭の場面
『ラウンドヘイの庭の場面』（ラウンドヘイのにわのばめん、Roundhay Garden Scene）はフランスの発明家ルイ・ル・プランスの監督による1888年の短編無声映画である。この作品は一秒あたり12コマで記録されており、上映時間は2.11秒である。この作品はギネス世界記録で認定された最古の現存する映画フィルムである。

## 概要
ル・プランスの息子であるアドルフによると、この映画はジョセフとサラのウィットレイ夫妻の家で、ウェスト・ライディング・オブ・ヨークシャー 、リーズ、ラウンドヘイに位置するオークウッド邸にて1888年の10月14日に撮影された。
この作品はアドルフ・ル・プランス 、サラ・ウィットレイ、 ジョセフ・ウィットレイ、そしてハリエット・ハートレイが庭で歩き回っている様子を撮影している。サラは回転しながら後方へ歩き、ジョセフもまたコートのすそをたなびかせながら回転している 。サラ・ウィットレイはル・プランスの妻であるエリザベスの母で、ル・プランスの義母にあたる。サラ・ウィットレイはこの映画の撮影の10日後に死去した。

## リマスター

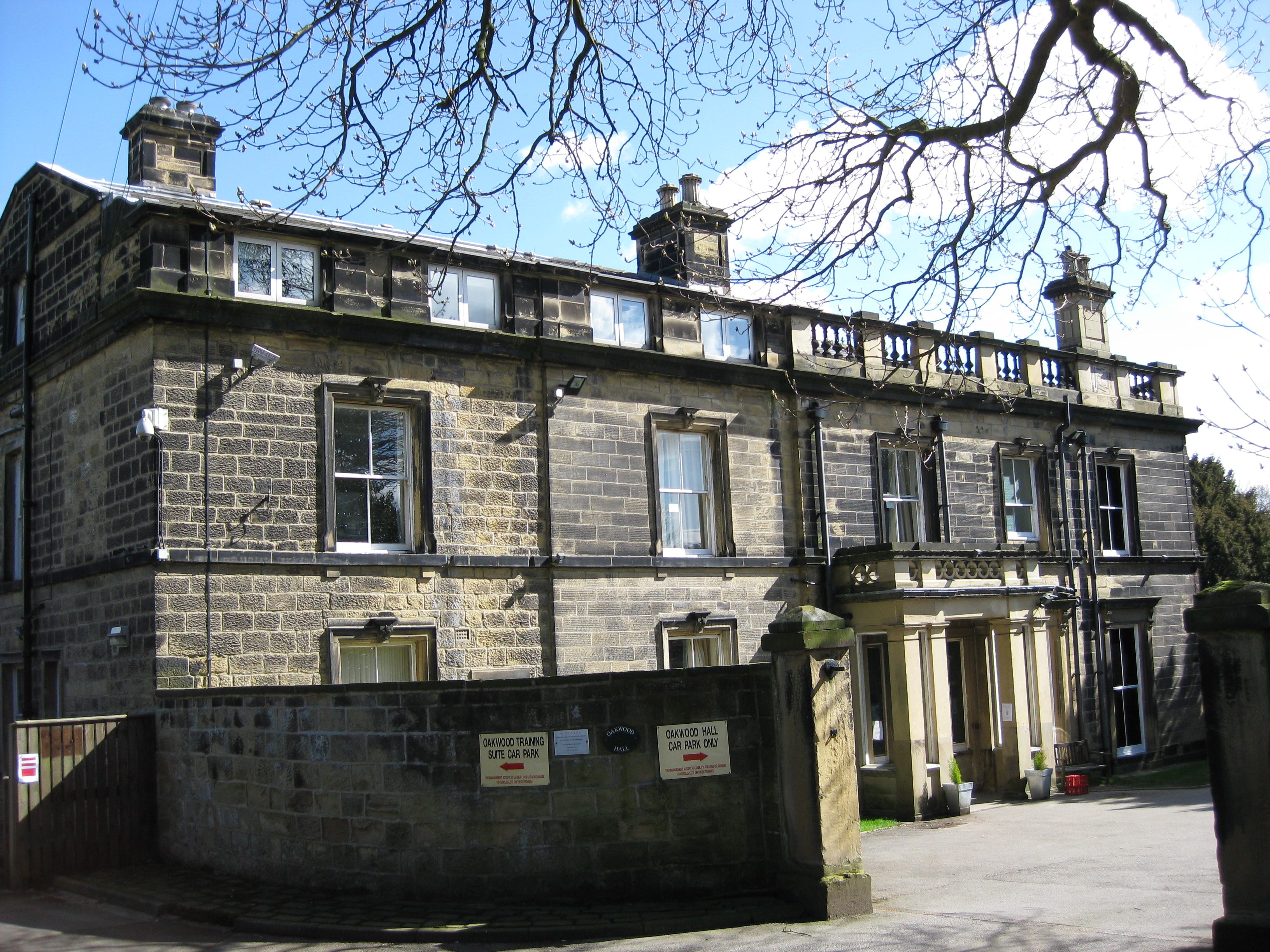
映画が撮影されたオークウッド邸（2010年撮影）

1930年にロンドンのサイエンス・ミュージアムは1888年のフィルムの残存部分の写真コピーを作成した。このシークエンスはル・プランスの1レンズ式カメラ＝プロジェクターを通じ1885年のイーストマン・コダックの紙ベースの写真フィルムに記録されたものであった。ル・プランスの息子のアドルフは、ラウンドヘイの庭の映画は12フレーム／秒（二作目の映画、『リーズ橋を渡る往来』は20フレーム／秒）で撮影されたと述べたが、のちにブラッドフォードにあるメディア・ミュージアムによってデジタルリマスターされた版は52のフレームで構成され、現代の映画のフレームレートである24.64フレーム／秒で上映すると2.11秒の長さしかない。サイエンス・ミュージアムのコピーは20のフレームをもち、12フレーム／秒では1.66秒の長さになる。

## 参照
1. ↑  寂々兵 (2021年4月20日). “【11月第2木曜はギネスの日】さまざまな世界一を記録したギネス認定映画特集！”. FILMAGA フィルマガ (Filmarks フィルマークス) 2024年6月6日閲覧。
2. ↑  ギネスブックのすべての版で認定されている
3. ↑  “Oldest film”.   Guinness World Records. 2024年9月25日閲覧。
4. ↑  ウエスト・ヨークシャーの旧名
5. 1 2  Internet Movie Database Roundhay Garden Scene
6. ↑  Adolphe Le Prince IMDb listing